# Euro-Star
Der Euro-Star ist eine transportable Achterbahn vom Typ Inverted Coaster, die von 1995 bis 2008 auf großen Volksfesten in Deutschland gastierte und von 2008 bis 2011 dauerhaft im Gorki-Park in Moskau stand. Ende der Saison 2011 wurde der Betrieb der Bahn eingestellt. Nach zunächst ungeklärtem Verbleib wurde die Bahn im Anapa Park Jungle im russischen Anapa aufgebaut und fährt nun dort seit dem 8. August 2019.
Die Bahn hat mit einem Looping, einer Zero-g-Roll (Hügel mit integrierter Drehung um die Herzlinie) und zwei Korkenziehern insgesamt vier Überkopfelemente.
Mit einer Höhe von 30,15 m gilt der Euro-Star als größter transportabler Inverted Coaster der Welt und erreicht eine Spitzengeschwindigkeit von 80,8 km/h sowie einen Spitzenbeschleunigungswert von 5,2g. Zum Transport wurden 84 LKW-Ladungen benötigt, die bei Bedarf auch mit der Bahn transportiert werden konnten.

## Geschichte

### 1995 – Der Fahrbetrieb beginnt
Die vom Schausteller Oscar Bruch betriebene Bahn hatte ihre Premiere 1995 auf der Düsseldorfer Rheinkirmes und bereiste in den Folgejahren hauptsächlich die großen deutschen Volksfeste. Allerdings gab es auch Gastspiele im benachbarten Ausland. Manche Achterbahnfans besuchten nur wegen des Euro-Stars die entsprechenden Volksfeste.

### 1996 – Auffahrunfall am 30. September 1996
Bei einem Auffahrunfall am 30. September 1996 auf dem Münchner Oktoberfest wurden 30 Menschen verletzt. Seitdem wurden weniger Züge gleichzeitig auf die Fahrstrecke geschickt.
Der Unfall wurde durch eine Verkettung von unglücklichen Umständen ausgelöst. Der Euro-Star ist in mehrere Streckenabschnitte aufgeteilt, die mit ortsfesten Bremsanlagen voneinander getrennt sind. Weil diese Bremsanlagen verhindern, dass ein Zug in einen Streckenabschnitt einfahren kann, der von einem vorausfahrenden Zug noch nicht verlassen wurde, können auf dem Euro-Star mehrere Züge gleichzeitig fahren. Als ein defekter Druckluftschlauch Luft verlor, löste die Steuerung der Bahn die Sicherheitsabschaltung aus. Ein Zug kam dadurch in der finalen Bremsanlage zum Stehen. Der nachfolgende Zug hätte nun eigentlich in der Bremsanlage zum Stehen kommen müssen, die sich vor dem letzten Streckenabschnitt, direkt neben der Revolution (Fahrfigur mit Überschlag) befindet. Weil die Bremsbeläge dieser Bremsanlage aber zu stark abgenutzt waren, konnte diese Bremsanlage den Zug nicht zum Stillstand bringen, wodurch er durchrutschte und auf den noch in der finalen Bremsanlage stehenden Zug auffuhr.

### 2000 – Renovierung
Ab dem Jahr 2000 verlor der Euro-Star aufgrund von Schlägen, die während der Fahrt für die Fahrgäste spürbar waren, an Beliebtheit. Durch eine aufwendige und kostenintensive Überarbeitung, vor allem der Schienenstrecke, in der Winterpause 2003–2004 konnten diese Unannehmlichkeiten reduziert werden. Diese Renovierung wurde von dem Unternehmen Gerstlauer Amusement Rides durchgeführt, das auch selbst Achterbahnen und Rundfahrgeschäfte herstellt.
Direkt vor dem Lift sowie zwischen der finalen Bremsanlage und der Station der Bahn war an mehreren Stellen ein sehr lautes und unangenehmes metallisches Knallen zu hören, das vermutlich durch die Spannfedern der Traktionsräder verursacht wurde. Durch dieses Knallen kam es bei den Fahrgästen immer wieder zu kurzzeitigen Gehörproblemen wie einem Piepen oder Summen im Ohr, weil dieses Knallen so laut war, als ob man zwei Metallstangen, direkt am Ohr der Fahrgäste zusammengeschlagen hätte. Diese akustischen Probleme konnten mit der Renovierung der Bahn nicht behoben werden.

### 2008 – Verkauf an den Gorki-Park
Im Sommer 2008 wurde die Bahn von der Betreiberfirma Bruch Inverted Coaster GmbH & Co. KG an den Gorki-Park in Moskau verkauft. Hierdurch kam es zu Absagen der Gastspiele in Düsseldorf, Crange, auf dem Bremer Freimarkt und auf dem Münchner Oktoberfest. Auf diesen Plätzen wurde die Bahn von der ebenfalls von der Firma Bruch betriebenen Alpina Bahn ersetzt.
Im Gorki-Park wurde die Bahn auf dem ehemaligen Platz der Pax-Looping-Achterbahn Roller Coaster aufgebaut und war dort seit Herbst 2008 in Betrieb.

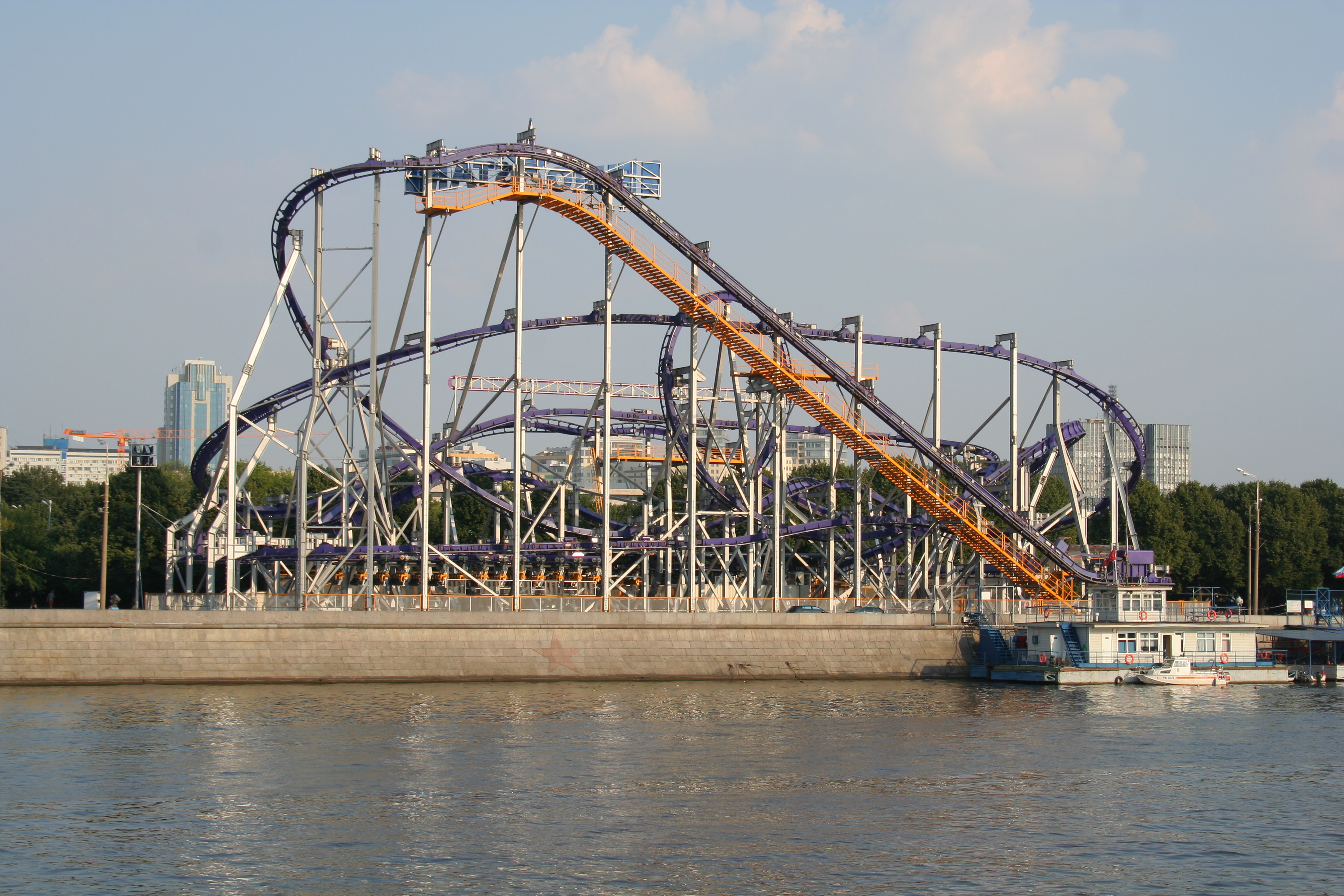
Euro-Star im Gorki-Park (2010)

### 2011 – Einstellung des Betriebes
Ende der Saison 2011 wurde der Betrieb der Bahn eingestellt. Es tauchten zwischenzeitlich Bilder von Teilen des Eurostar im Internet auf, die nicht klärten, ob die Bahn verschrottet wird oder nicht. 

### 2019 – Der Eurostar ist zurück
Anfang Juni 2019 wurde bekannt, dass die Bahn im russischen Anapa Park Jungle in Anapa wieder in Betrieb genommen wird.